# Adolf Friedrich von Schack (Offizier)
Adolf Friedrich Graf von Schack (* 3. August 1888 in Sankt Goar; † 15. Januar 1945 im Zuchthaus Brandenburg) war Widerstandskämpfer des 20. Juli 1944.

## Leben
Er war der Sohn von Ulrich Graf von Schack, einem Offizier, der aus Mecklenburg stammte, und seiner Ehefrau Gertrude geb. Schmitz aus Bonn. Nach dem Abitur am Gymnasium in Boppard im Jahr 1909 wählte er die Offizierslaufbahn und diente im 3. Garde-Regiment zu Fuß in Berlin. Im Ersten Weltkrieg wurde er schwer verwundet.
1920 wurde Schack als Hauptmann aus der Vorläufigen Reichswehr entlassen und verwaltete ab 1923 das Familiengut in Zülow in Mecklenburg. Schack war Mitglied des Stahlhelm, Bund der Frontsoldaten und ab 1936 der NSDAP. Mit Beginn des Zweiten Weltkrieges wurde er als Offizier reaktiviert. Er nahm am Frankreichfeldzug teil und wurde anschließend ins Heeresarchiv Potsdam und schließlich in die Berliner Stadtkommandantur versetzt. Dort war der Major Leiter der Organisationsabteilung und wurde vom Berliner Stadtkommandanten Generalleutnant Paul von Hase in die Umsturzpläne gegen Hitler einbezogen.
Am 20. Juli 1944 war er an der Weiterleitung von Befehlen zur Ausführung des Unternehmens Walküre beteiligt. Nach dem Scheitern des Umsturzes beseitigte er noch Unterlagen, bevor er am 21. Juli verhaftet wurde. Fünf Verhandlungstage brauchte der Volksgerichtshof unter dessen Präsidenten Roland Freisler für insgesamt sieben Angeklagte, ehe am 12. Oktober 1944 Adolf Friedrich Graf von Schack sowie vier weitere Angeklagte zum Tode verurteilt und am 15. Januar 1945 im Zuchthaus Brandenburg erschossen wurden. Sein Grab befindet sich auf dem Friedhof in Großneuhausen, neben denen der Familie seiner Frau.
Schack war ab 1928 mit Else Dorothea Freiin und Herrin von Werthern verheiratet, Tochter der Sophie von Bessel und des Majors Georg Freiherr und Herr von Werthern auf Frohndorf. Das Ehepaar Graf Schack hatte die Tochter Ilsabe und die Söhne Ulrich, Hans Hubertus und Adolf Friedrich, in Rostock und Schwerin geboren. Den Grafentitel übernahm primog nach dem GHdA der älteste Sohn Ulrich.